# C15H15NO3S
化学式C15H15NO3S（摩尔质量：289.35g/mol）可以指：
- 阿屈非尼（英语：Adrafinil），CAS号：63547-13-7
- 莫达非尼砜，CAS号：118779-53-6
- N-(3-乙酰苯基)-4-甲基苯磺酰胺，CAS号：5317-87-3
- N-(4-甲基苯基磺酰基)-N-苯乙酰胺，CAS号：84672-52-6

|  | 这个同类索引页列出了具有相同分子式的化学物（即同分異構體）条目。 除非您是有意链接至本页，否则应将相应条目的内部链接指向正确的条目。 |